# جشن تصویر سال
جشن تصویر سال (Tassvir Saal) بزرگ‌ترین گردهمایی تصویری در ایران است و به تعبیری بزرگ‌ترین جشنواره هنری بخش خصوصی در ایران است.
این جشنواره توسط مجله تصویر هرساله در اسفندماه در کلیه فضاهای نمایشگاهی خانه هنرمندان در چهار رشته عکاسی، گرافیک، کاریکاتور و فیلم برگزار می‌شود. سیف اله صمدیان، بنیان‌گذار و دبیر جشن تصویر سال و جشنواره فیلم تصویر از سال ۱۳۸۳ است.

## بخش‌های جشنواره
این جشنواره در بخش‌های زیر به صورت ثابت برگزار می‌شود:
- جشنواره فیلم تصویر

جشنواره فیلم تصویر، هم‌زمان با نمایشگاه تصویر سال، در سالن‌های بتهوون و ناصری خانه هنرمندان ایران برگزار می‌شود.
کلیهٔ فیلم‌های غیرتجاری شامل فیلم‌های مستند، کوتاه داستانی، تجربی، انیمیشن، ویدئو آرت و فیلم‌های مربوط به زندگی و آثار هنرمندان و نیز پشت صحنه کار آن‌ها که از خلاقیت هنری برخوردار باشند، در این جشنواره عرضه می‌شوند.
- بخش عکس

در این بخش آثار برگزیده عکاسان در رشته‌های خبری، مستند اجتماعی، ورزشی، هنر و هنرمندان و نگاهی دیگر (خلاقه) به‌همراه بخش ویژه هر سال ارائه می‌شود.
- بخش گرافیک و کاریکاتور

دو بخش گرافیک و کاریکاتور هرسال با موضوع آزاد و با شرکت هنرمندان شاخص و شناخته شدهٔ در این زمینه برگزار می‌شود. در این بخش آثار جوانان زیر ۲۵ سال نیز با نظر هیئت داوری معرفی شده ازسوی انجمن‌های مربوط و گروه‌های آزاد کاریکاتور انتخاب و به نمایشگاه راه می‌یابند.
- جایزهٔ ویژه جوانان زیر ۲۵ سال

همواره یکی از ویژگی‌های برجسته گردهم‌آیی بزرگ تصویر سال غیررقابتی بودن آن بوده‌است. با این حال در در ادامه رویکرد ویژه به جوانان، جایزه جوانان زیر ۲۵ سال به‌یاد و نام محسن رسول‌اف - هنرمند جوانی که سال ۸۷ در سانحه سقوط هواپیما درگذشت - در رشته‌های عکاسی، گرافیک، کاریکاتور و فیلم، از طریق آرای هیئت داوری خاص هر رشته اهدا می‌شود. این جایزه به‌منظور شناسایی و تشویق استعدادهای جوان کشور، در رشته‌های مختلف هنرهای تصویری درنظر گرفته شده‌است.

## عدم برگزاری در سال ۱۴۰۱
در پی اعتراضات سراسری ۱۴۰۱، جشن تصویر سال در سال ۱۴۰۱ هیچ فراخوانی برای دریافت آثار منتشر نکرد و پس از ۱۸ سال برگزاری منظم، برگزار نشد.